# Porphyrio
Porphyrio é um gênero de aves da família Rallidae.
As seguintes espécies são reconhecidas:
- Porphyrio porphyrio (Linnaeus, 1758)
- Porphyrio madagascariensis (Latham, 1801)
- †Porphyrio albus (Shaw, 1790)
- †Porphyrio mantelli (Owen, 1848)
- Porphyrio hochstetteri (Meyer, AB, 1883)
- Porphyrio alleni Thomson, 1842
- Porphyrio martinicus (Linnaeus, 1766)
- Porphyrio flavirostris (Gmelin, JF, 1789)
- Pukeko Porphyrio melanotus  (Temminck, 1820)